# 塞梅尼夫卡 (科留基夫卡區)
51°28′7″N 31°55′2″E / 51.46861°N 31.91722°E
塞梅尼夫卡是烏克蘭的城鎮，位於該國北部切爾尼戈夫州，由科留基夫卡區的梅納市鎮負責管轄，面積3.69平方公里，海拔高度117米，位在科留基夫卡西南方約40公里，在切爾尼希夫東方約42公里，在尼任北方約46公里。2001年人口943，人口密度每平方公里255.6人。